# Lepidion schmidti
Lepidion schmidti is een straalvinnige vissensoort uit de familie van diepzeekabeljauwen (Moridae). De wetenschappelijke naam van de soort is voor het eerst geldig gepubliceerd in 1936 door Svetovidov.